# Иван Шишман
 Тази статия е за българския цар.  За художника вижте Иван Шишман (художник).  За филма вижте Цар Иван Шишман (филм).
Ива̀н Шишма̀н (на среднобългарски: Їѡаннъ Шишманъ; * ок. 1350, Търново, Втора българска държава; † 3 юни 1395, Никопол, Втора българска държава) е цар на България от 1371 до 1395 г.

## Произход и възкачване на престола
Син е на цар Иван Александър и еврейката Теодора.
В началото на управлението си цар Иван Александър обявява за съуправител и наследник първородния си син Михаил IV Асен. Гибелта на Михаил Асен в битка с турците поставя въпроса за наследяването на трона. С оглед на факта, че Иван Шишман бил роден в „багреница“, т.е. след възцаряването на своя баща, той бил определен за престолонаследник. Коронясването на Иван Шишман става в началото на 1371 г., веднага след смъртта на баща му.

## Царуване
По време на царуването на Иван Шишман се провежда битката при Черномен (26 септември 1371 г.), в която обединените християнски сили на феодалите Вълкашин и Углеша, владеещи Сярското княжество с територии в Централна и Източна Македония, претърпяват разгром от османските турци, предвождани от Лала Шахин. Веднага след това султан Мурад I насочва ордите си към България и цар Иван Шишман бива принуден да отстъпи зад Стара планина в Северна България.
Османците продължават набезите си и завладяват териториите в Тракия, достигайки до Костенец и Ихтиман на запад но настъплението им към София е преустановено след кървава битка при Искърското дефиле. По течението на р. Тунджа, османците превземат крепостта Ямбол (Дъбилин) и земите на изток до византийските черноморски градове. Търновският цар започва преговори, чиито условия от османска страна включват признаването за турски васал. Освен това трябвало да изпрати сестра си Кера Тамара Българска за жена в харема на султана.
Около 1380 г. войските на османския военачалник от гръцки произход Лала Шахин достигат и обсаждат София (Средец) но не успяват да я превземат. Две години по-късно крепостта е превзета от Индже Балабан според легендите, след предателство. Цар Иван Шишман е в конфликт с влашкия владетел Йоан Дан I, когото убил на 23 септември 1386 г. През 1387 г. обединените сръбски и босненски сили нанасят голямо поражение на турците в битката при Плочник.
Обнадежден от развоя на събитията и разгрома на турците при Плочник, цар Иван Шишман веднага се отказва от васалните си задължения към султан Мурад I. Отказва да му изпрати и подкрепление след поражението от сръбско-босненските войски. Възмездието на османците не закъснява и скоро след това, през 1388 г., 30-хилядна османска армия, начело с великия везир Али паша, потегля срещу българите през проходите в Източна Стара планина и превзема териториите в Добруджа с градовете Преслав, Шумен, Плиска, Червен, Овеч и др.
Иван Шишман напуска Търновград и се премества в силната крепост Никопол на Дунав. Иван Шишман започва преговори и отива при султан Мурад, като за втори път се заклева да му бъде васал. Условието било да предаде на турците най-укрепения град на Дунава – Дръстър. Скоро след това обаче Иван Шишман отказва да предаде доброволно Силистра на турците. Али паша отново потегля на север и отново обсажда цар Иван Шишман в Никопол. Отново на българския цар му се налага да моли за мир. Този път условията се оказват още по-тежки – освен Дръстър (Силистра), трябвало да бъдат предадени и други крепости, като се позволи за настаняването на турски гарнизони.
На 15 юни 1389 г. султан Мурад загива в битката при Косово поле, но турците удържат крайната победа.
През 1392 г. заедно с влашкият войвода Мирчо Стари, Иван Шишман преприема контранастъпателни действия възвръщайки си временно Шумен и други крепости. Мирчо нанася тежко поражение на османците край Карнобат. Новият султан – Баязид I, изчаква няколко години и през 1393 г., когато българите не очакват, потегля с огромна войска. Изненадан, Иван Шишман напуска Търново и се укрива в Никопол, а Баязид подлага столицата на обсада. Търново остава под управлението на българския патриарх Свети Евтимий Търновски и издържа три месеца. Но на 17 юли 1393 г., вследствие на предателство, извършено от чужденец, пребиваващ в Търново, градът бива завладян (М.Варшавски, К. Иречек, Гр. Цамблак). Османците настъпват към останалите владения на Тървонския цар, превземайки крепостите Косово и Свищов с твърди усилия. Накрая войската на Али паша се насочва към Никопол и го подлага на обсада. Отбраната на крепостта била поета от българския владетел и всички атаки предприети от османците били отблъснати. Съпротивата била ожесточена, но в крайна сметка Иван Шишман се уговорил с болярите си да сключи мир.

### Край на Търновското царство
Последните две години от живота си царят прекарва като управител на Никопол и формален васал на султана, с надеждата за помощ при подготвяния от Сигизмунд Люксембургски (крал на Унгария и на Свещената Римска империя) кръстоносен поход срещу османците. Има сведения, че Иван Шишман е убит в Никопол на 3 юни 1395 г. след завземането на града от нашествениците. Най-вероятно атаката на Никопол е по повод факта, че цар Иван Шишман влязъл в съюз с унгарците и застава на страната и активно помага на влашкия владетел Мирча Стари при неуспешна за османците битка във Влахия при Ровине. В посоченото сражение срещу власите загиват и османските васали Константин Драгаш, управител на Велбъжд, и крал Марко от Прилеп. Именно след битката при Ровине Баязид се връща на юг от Дунав, използвайки кораби на Иван Шишман, и при пресичането на реката в района на Никопол, превзел града и пленил българския владетел. Остатъкът от Иван Шишмановите територии са включени в Османската империя, а цар Иван Срацимир продължава да управлява на територията на Видинското царство до 1396 г.

## Памет
На негово име е наречена улица „Цар Иван Шишман“ в Центъра на София (Карта).

### Песни
Иван Шишман е един от най-известните български владетели. За него се пеят множество песни, една от които е „Откога се е, мила моя майно льо“:
| „ | ...Юнак до юнака, мила моя майно льо, маждрак до маждрака, мила моя майно льо, маждрак до маждрака. Маждраци им, мила моя майно льо, като честа гора, мила моя майно льо, като честа гора. Сабите им, мила моя майно льо, като ясно слънце, мила моя майно льо, като ясно слънце. Дрехите им, мила моя майно льо, като тъмен облак, мила моя майно льо, като тъмен облак. Войвода им, мила моя майно льо, сам цар Иван Шишман, мила моя майно льо, сам цар Иван Шишман. В бой ги води, мила моя майно льо, за българско име, мила моя майно льо, за българско име. | “ |

Тези песни показват героизма на царя и неговите войводи в битките против османските нашественици.

### Светец
Според някои изследователи цар Иван Шишман е почитан като светец от Православната църква. Още в надписа на севаст Огнян от крепостта Боженишки Урвич, Ботевградско (края на XIV век), се казва, че борбата за спасяването на Българското царство е битка „за вярата на Шишмана царя".
От по-ново време присъствието на образа му в множество възрожденски църкви свидетелства за т.нар. народна канонизация. Особено интересен е един стенопис от Бигорския манастир край Дебър (в дн. Северна Македония), където през 1871 г. са личали образите на „Св. Климент Охридски“, „Св. Наум“, „Св. Иван Владислав“, „Св. св. Кирил и Методий“, „Св. цар Борис“ и „Св. цар Иван Шишман Български“. Според журналиста Светослав Терзиев надписите над българските владетели Борис и Иван Шишман са неумело преправени на Стефан Дечански и Лазар Хребелянович по времето на сръбската окупация на Македония 1913 – 1941 година.
Според историка Пламен Павлов църквата е отбелязвала паметта на цар Шишман на 11 септември, макар че мъченическата му гибел е на 3 юли.

## Семейство
Иван Шишман се жени първо за българката Кира-Мария, която почива през 80-те години на 14 век. Според някои източници втората му съпруга е Драгана Лазаревич, дъщеря на сръбския княз Лазар. Иван Шишман има няколко деца, включително:
- Александър Шишман, първороден син, пленен приема исляма и става управител на Самсун през 1418 г.
- Фружин, който участва във въстанията и походите срещу османската власт и умира в Унгария през 1454 г. Според бележка на Браун умира в Брашов през 1460 г. Фружин има син, също наречен Шишман.
- Княгиня Кераца Шишманина, посочена в Бориловия синодник[7].

## Титли
В Рилската грамота се подписва като „Йоан Шишман, в Христа Бога благоверен цар на всички българи и гърци“:
| „                                                       | Іωаннъ Шишмань въ Христа Бога благовѣрныи царь и самодрьжець въсѣм бльгаромь и грькомь | “ |
| Рилска грамота значима на цар Иван Шишман от 21.IX.1378 |                                                                                        |   |

Към края на своето управление, в редица документи, той се назовава „господин Търновски“, което историците разчитат като понижаване във владетелското достойнство, което става в полза на неговия брат Иван Срацимир, който продължава да се величае като „цар и самодържец“.

## Любопитно
Проф. Климентина Иванова открива български сборник с монашеско съдържание от XV в., намиращ се в библиотеката на Румънската академията на науките. В него има писмо със заповед до „всепочитаемите“ болярите Баул и Алдимир „Господарят Търновски до тебе, Бауле. За това (да пристигнат) при мен тук войниците. По-бързо да ги събереш и да дойдеш с тях в Никопол по заповед на Господството ми“. Иванова смята че писмото е писано когато Шишман е в Никопол, преди да даде последния отпор на османците.